# Rozpadliny

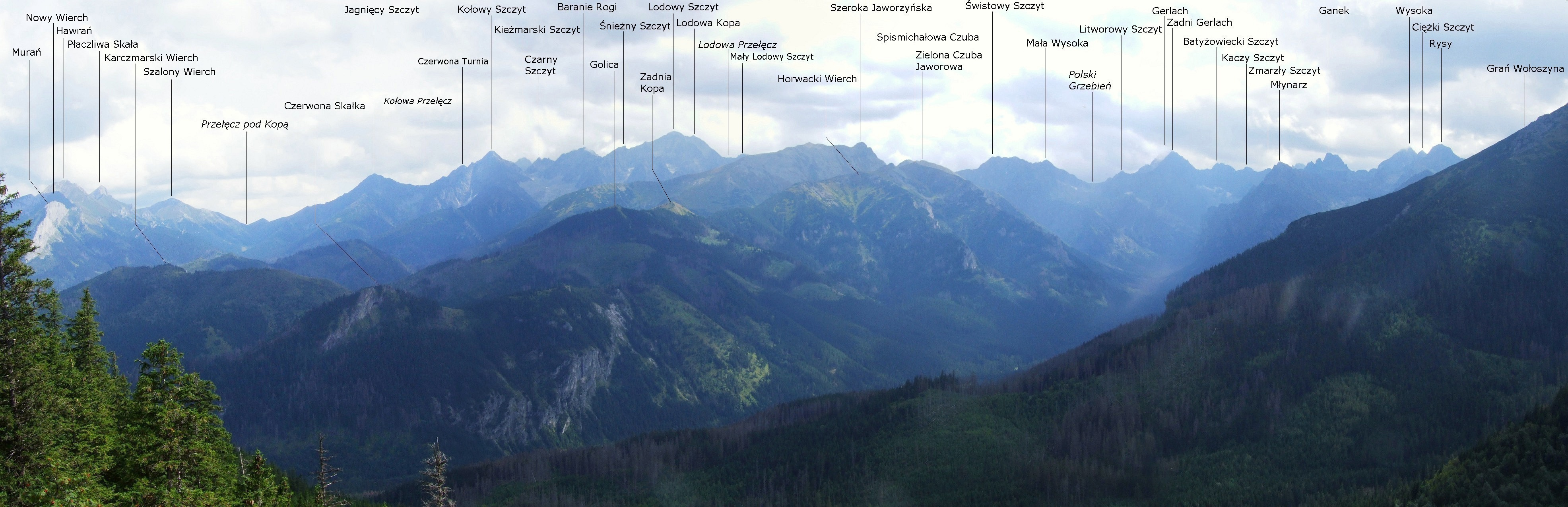
Rozpadliny jsou na snímku pod Horvátovým vrchem (v polštině na obrázku Horwatski Wierch)

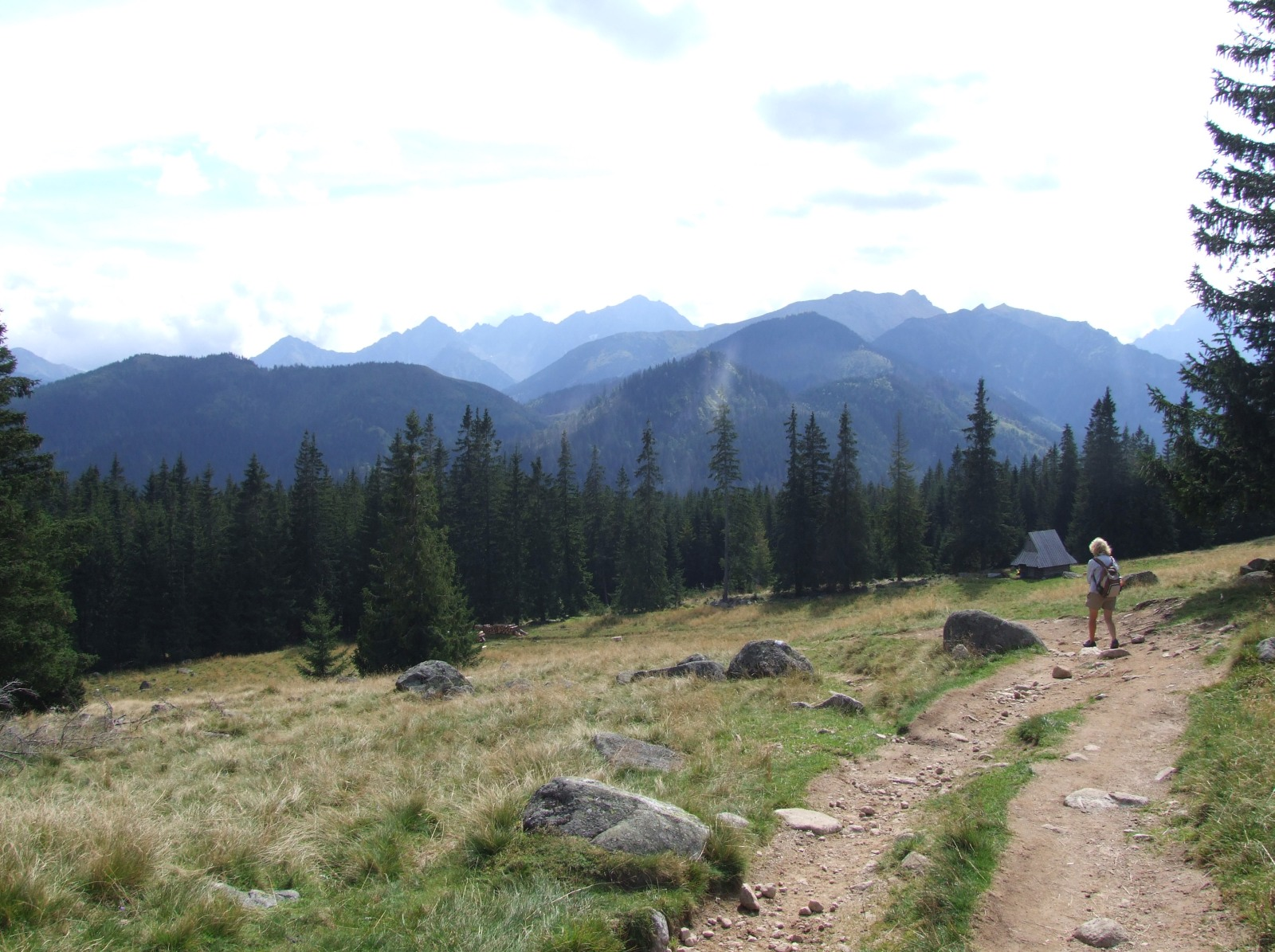
Rozpadliny pod Horvátovým vrchem

Rozpadliny (polsky Dolina Rozpadlina) je jedno z menších východních odvětví Bielovodské doliny ve Vysokých Tatrách. Jsou nad horní jižní částí Bielovodské poľany, směřující ústím na severozápad. Jsou uzavřeny hřebeny Horvátova vrchu a dlouhé asi 1 kilometr.

## Název
Dolina získala název podle zvětralého povrchu terénu.

## Polohopis
Ve větší části jsou Rozpadliny zalesněny, pouze horní části, které jsou pod hřebeny Horvátova vrchu, jsou skalnaté. V jejich ústí jsou dvě poľany – Nižná Tropova poľana (polsky Niżnia Trybska Polana) a Vyšná Tropova poľana (polsky Wyżnia Trybska Polana). Obvykle se uvádějí jako Tropovy polianky. Příjmení Trop se i v současnosti objevuje ve Ždiaru. Roku 1923 byli Imrich, Jan a Pavel Tropovi členy tamního pasteveckého společenství, které odkoupilo od Javorinského panství 353 katastrálních jiter pozemků, včetně Tropovy Poliany. Polský název Trybskie Polany (Wyżnia a Nižnia) popisuje starší doby, kdy si poľany pronajímali občané z Trybsza. Rozpadliny byly v dávné minulosti mysliveckým revírem panství Tatranská Javorina.

## Turistika
Dolina je pro turisty nepřístupná. Nevedou tudy žádné turistické stezky. Je přísně chráněnou přírodní rezervací TANAPu.